# Kamenná, Třebíč
Kamenná là một làng thuộc huyện Třebíč, vùng Vysočina, Cộng hòa Séc.